# آنا أورايلي
آنا أورايلي (بالإنجليزية: Ahna O'Reilly)‏ (مواليد 21 سبتمبر 1984) ممثلة أمريكية اشتهرت بدورها في فيلم المساعدة (2011).

## وصلات خارجية
- آنا أورايلي على موقع IMDb (الإنجليزية)
- آنا أورايلي على موقع ألو سيني (الفرنسية)
- آنا أورايلي على موقع ميوزك برينز (الإنجليزية)
- آنا أورايلي على موقع أول موفي (الإنجليزية)
- آنا أورايلي على موقع قاعدة بيانات الأفلام السويدية (السويدية)
- آنا أورايلي على موقع قاعدة بيانات الفيلم (الإنجليزية)
- آنا أورايلي على موقع كينوبويسك (الروسية)